# Базанит

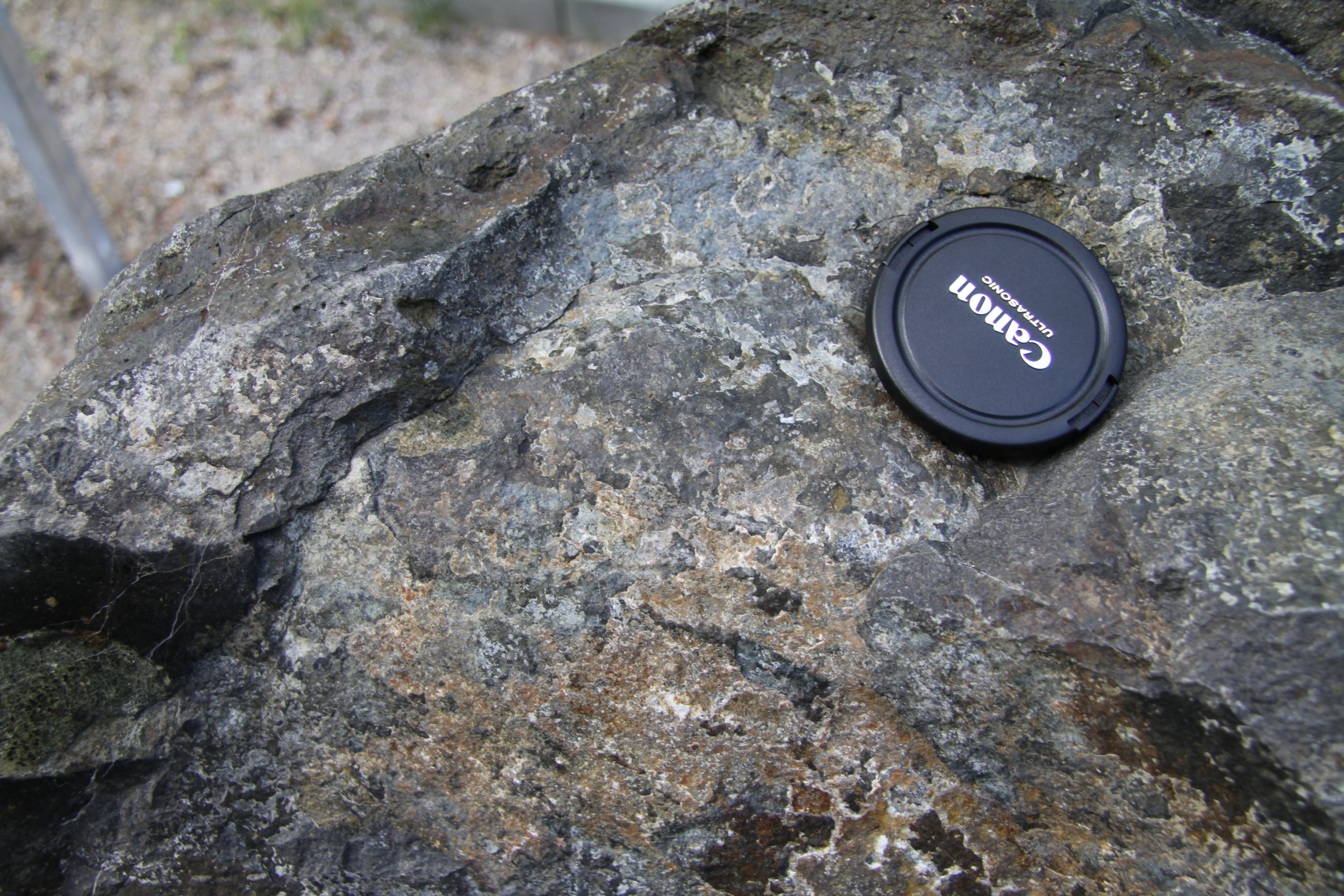
Базанит в геопарке, Прага,Чехия

Базани́т (др.-греч. basanos — оселок) — основная горная порода, похожая на базальт, но отличающаяся от него повышенным содержанием натрия и калия.

## Появление названия
Название базанит было введено Александром Броньяром в 1813 году для обозначения черных мелкозернистых базальтов. Фритч и Рейсс (Fritsch&Reiss,1868) распространили это название на темные щелочные вулканиты Канарских островов, откуда базаниты и вошли в петрографическую и петрологическую литературу.

## Виды базанитов
В зависимости от содержания нефелина или анальцима все базаниты разделяют на:
- Лейцитовый — разновидность базанита, в которой лейцит преобладает над плагиоклазом.
- Нефелиновый
- Анальцимовый